# Pasuruan
Pour les articles homonymes, voir Pasuruan (homonymie).
Pasuruan est une ville d'Indonésie située dans la province indonésienne de Java oriental. Elle a le statut de kota et est le chef-lieu du kabupaten de Pasuruan.

## Géographie
Pasuruan est bordée :
- au nord, par le détroit de Madura ;
- à l'est, au sud et à l'ouest, par le kabupaten homonyme.

## Histoire
En 1019 Airlangga, gendre d'un roi de l'est de Java assassiné en 1016, est proclamé souverain de la principauté de Pasuruan. En 1028, il se lance dans une offensive militaire contre les rebelles, qu'il finit par défaire en 1035. Airlangga installe alors sa capitale à Janggala, dans l'arrière-pays de l'actuelle Surabaya.
Dans les années 1530, Pasuruan est conquise par le royaume musulman de Demak dans le centre de Java. Au cours du XVIe siècle, la ville sera la seule puissance musulmane significative de la région. Le reste de Java oriental constitue en effet la principauté de Blambangan hindouiste, avec laquelle Pasuruan est entre souvent en conflit. Il semble que vers 1600 Pasuruan conquiert la capitale de Blambangan. 
Pasuruan est en tout cas l'objet de la rivalité entre Surabaya et le royaume de Mataram du centre de Java. En 1614 le Sultan Agung de Mataram attaque Surabaya et les principautés voisines, dont Pasuruan. Cette dernière est défaite en 1616.
Pasuruan sera le refuge et la base de l'ancien esclave et rebelle balinais Surapati. Celui-ci s'était enfui de Batavia. Après s'être rendu, il s'était enrôlé dans les troupes de la VOC (Compagnie néerlandaise des Indes orientales en 1683, pour prendre de nouveau le maquis en 1684. Une coalition formée par la VOC, Mataram et le prince Cakraningrat II de Madura finira par tuer Surapati en 1706 et conquérir Pasuruan en 1707.
Au cours du XIXe siècle, alors que le gouvernement colonial applique sa politique de cultuurstelsel (système de cultures forcées) dans laquelle les paysans javanais doivent consacrer le quart de leurs terres ou de leur temps à des cultures commerciales, la région de Pasuruan est un centre important de plantations de canne à sucre.

## Littérature
Pasuruan est le cadre du roman De Stille Kracht (1900) de l'écrivain néerlandais Louis Couperus, qui décrit la lente déchéance d'un resident (gouverneur) hollandais dont la maison est frappée de phénomènes mystérieux à la suite d'une malédiction proférée à son encontre par une aristocrate de Madura dont il a destitué le fils regent (préfet).

## Personnalités de la ville
- Le photographe néerlandais Charles Abraas (1873-1924) est né à Pasuruan.

## Transport et tourisme

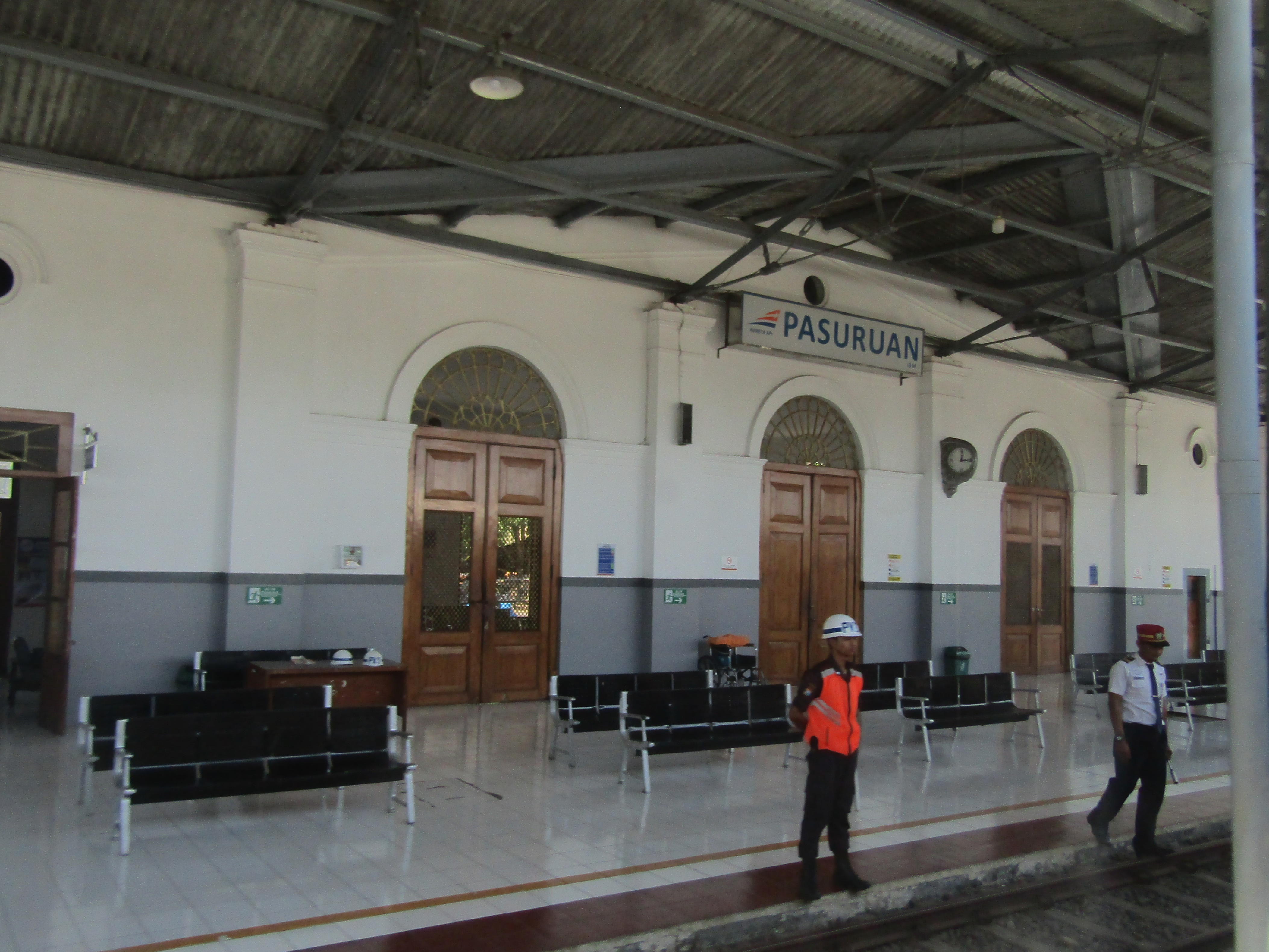
La gare de Pasuruan

Pasuruan est située sur la route côtière et la voie ferrée qui relient Surabaya à Banyuwangi, le port d'embarquement pour Bali.
La ville est, avec Probolinggo, un des deux points d'accès au volcan Bromo.